# Cortezura penascoensis
Cortezura penascoensis is een pissebed uit de familie Anthuridae. De wetenschappelijke naam van de soort is voor het eerst geldig gepubliceerd in 1977 door Schultz.